# Castrocalbón
Castrocalbón là một đô thị trong tỉnh León, Castile và León, Tây Ban Nha. Theo điều tra dân số 2006 (INE), đô thị này có dân số là 1,196 người.